# Haut-Bugey
Le Haut-Bugey est la partie nord de la région historique du Bugey.
Elle forme approximativement un triangle entre les villes d'Oyonnax au nord, Poncin à l'ouest et Valserhône à l'est ; la ville de Nantua se trouve donc au cœur du Haut-Bugey.
Le Bas-Bugey se trouve donc au sud de la ligne droite imaginaire, issue de Poncin et parvenant à Valserhône.

## Géographie

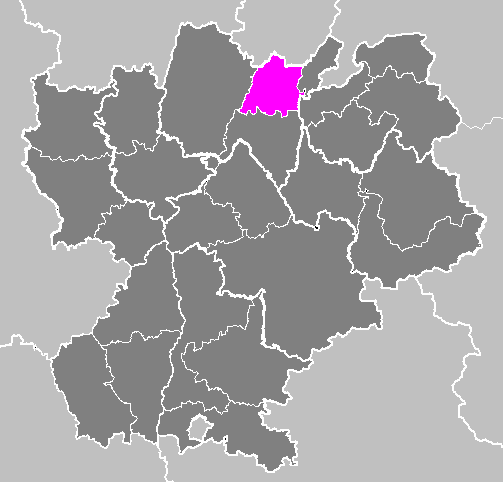
Le Haut-Bugey dans la région Rhône-alpes.

Le Haut-Bugey englobe, entre autres, les régions du lac Genin et de Nantua. Une simplification courante consiste à assimiler sa géographie et ses contours à l'arrondissement de Nantua.
Le point culminant du Haut-Bugey est le crêt de la Neige, 1 720 m.

## Démographie
| 1962   | 1968   | 1975   | 1982   | 1990   | 1999   |
| ------ | ------ | ------ | ------ | ------ | ------ |
| 53 076 | 59 309 | 64 228 | 69 161 | 76 143 | 81 106 |

| 2006   | 2007   | 2008   | - | - | - |
| ------ | ------ | ------ | - | - | - |
| 84 159 | 84 408 | 84 461 | - | - | - |

## Tourisme et lieux remarquables

### Patrimoine naturel

#### Lacs et cours d'eau

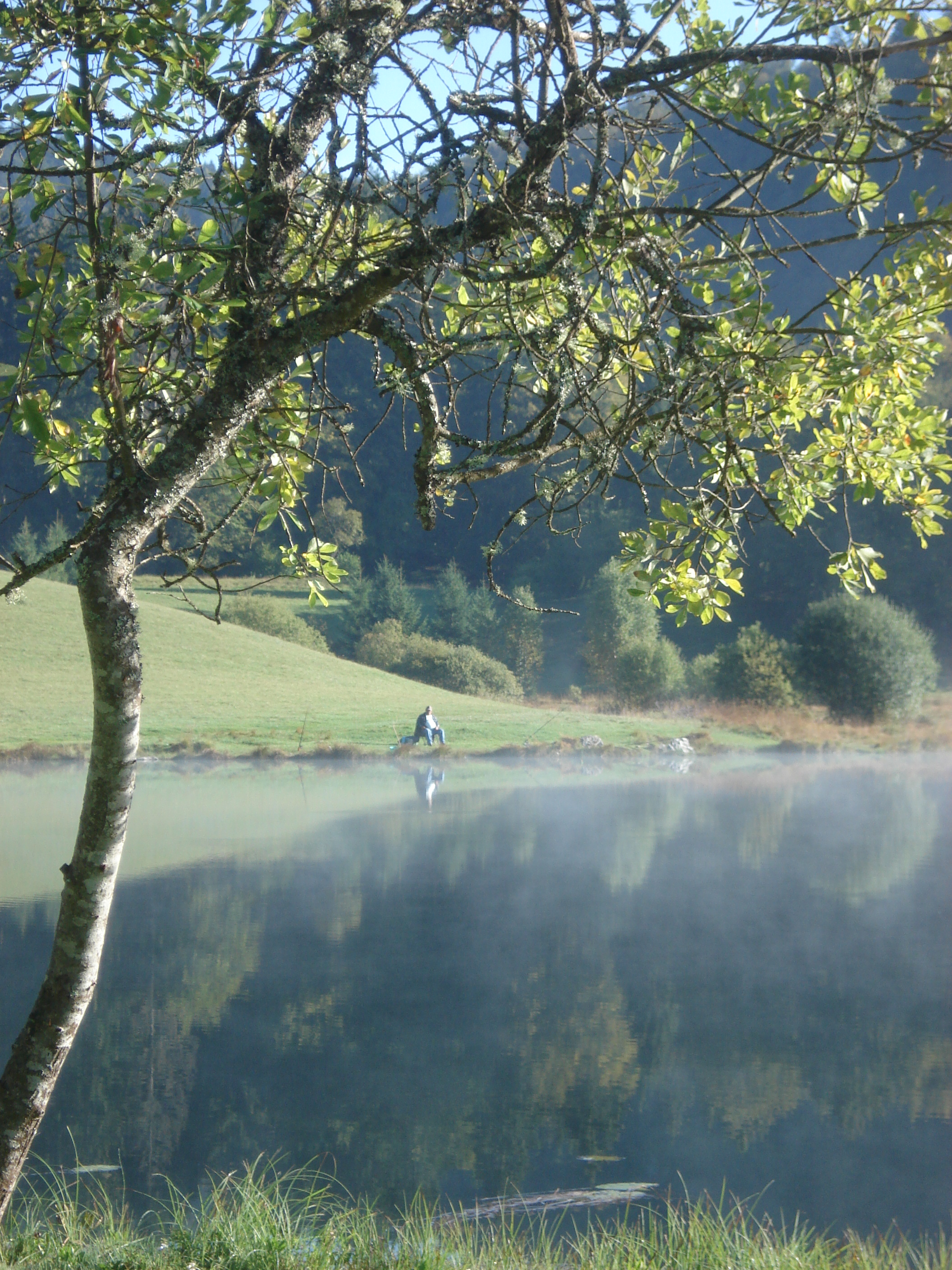
Vue du lac Genin en 2006.

##### La cascade de la Fouge
À Cerdon, peut être admirée la cascade de la Fouge.

##### Le lac Genin
Le lac Genin est un lac de moyenne altitude du massif du Jura ; il est parfois surnommé « le petit Canada du Haut-Bugey ». Le lac est situé sur le territoire des communes d'Oyonnax, Charix et Échallon.